# Carrozza alle corse (Degas Boston)
Carrozza alle corse è un dipinto del pittore francese Edgar Degas, realizzato nel 1872 e conservato al Museum of Fine Arts di Boston.

## Descrizione
Il dipinto rispetta fedelmente le prescrizioni di Charles Baudelaire, poeta che si auspicava che i pittori iniziassero a rappresentare gli «eroi dei tempi moderni», prediligendo dunque quei temi offerti dalla vita contemporanea, senza continuare a rivolgersi ossessivamente a temi storici o mitologici. Quest'idea fu folgorante per Degas, che iniziò a confrontarsi con temi d'attualità e, soprattutto, quelli relativi alle corse dei cavalli, una delle mode più in voga nella Francia del Secondo Impero.
Carrozza alle corse coglie in maniera magistrale l'atmosfera delle corse e, con l'audacia della sua composizione, sembra quasi riproporre gli effetti delle istantanee fotografiche. In questo dipinto, infatti, Degas non esita a concedersi ampie libertà compositive e ritrae in primo piano una carrozza trainata da cavalli, con tanto di cocchiere e passeggeri. Il pittore in questo modo esilia quello che dovrebbe essere il soggetto principale del dipinto - vale a dire la corsa dei cavalli - in secondo piano, cosicché a una visione distratta l'osservatore percepisce solo una piacevole e distensiva passeggiata tra i campi, non facendo dunque caso allo scalpitante trambusto provocato dagli equini in corsa.
Nonostante questa particolare scelta compositiva, con la quale il dipinto sembra essere più «spontaneo», Degas ha meditato a lungo sull'impianto compositivo e cromatico di Carrozze alle corse, il quale aiuta sensibilmente a restituire quella sensazione di visione accidentale.